# تريفور دوكينز
تريفور دوكينز (بالإنجليزية: Trevor Dawkins)‏ هو لاعب كرة قدم ومدرب كرة قدم بريطاني، ولد في 7 أكتوبر 1945 في Thorpe Bay ‏ في المملكة المتحدة. لعب مع كريستال بالاس ونادي برينتفورد ونادي ديربن سيتي ووست هام يونايتد.